# 교황 그레고리오 6세
교황 그레고리오 6세(라틴어: Gregorius PP. VI, 이탈리아어: Papa Gregorio VI)는 제148대 교황(재위: 1045년 5월 - 1046년 12월 20일)이다. 본명은 요한네스 그라시아누스(라틴어: Johannes Gratianus)이다. 교황직을 전임 베네딕토 9세로부터 매수하여 교황직에 즉위했다. 그러나 1046년에 독일왕 하인리히 3세에 의해 폐위당했다.

## 생애

### 교황이 되기 이전
그라티아누스는 산 조반니 아 포르타 라티나 성당의 수석사제로서 대단히 강직한 성품의 소유자로 사람들로부터 명성이 대단한 사람이었다. 또한 그는 막강한 집안인 테오필락투스 가문의 권세에 힘입어 20세의 나이에 교황직에 오른 교황 베네딕토 9세의 대부이기도 하였다. 베네딕토 9세는 가족들의 등쌀에 떠밀려 교황이 된 것을 후회한다면서 혼인도 하고 싶기 때문에 대부를 불러 자신이 교황직을 사임할 수 있는지 상담하였다. 그는 자신이 교황직을 포기하는 것이 맞다는 확신이 서자, 교황직을 넘겨주는 댓가로 거액을 대부 그라티아누스에게 요구했다. 로마 교구와 보편 교회를 위해 부적절한 교황은 필요없다고 생각한 요한네스 그라티아누스는 그에게 거액(1,000-2,000파운드의 은)을 주며 교황직을 넘겨받았다.

### 재임기간
그라시아누스는 그레고리오 6세라는 이름으로 교황좌에 착좌하였다. 그러나 성 베드로 다미아노와 같이 엄격한 인물들로부터 크게 환영과 지지를 받았음에도 교회에 평화는 찾아오지 않았다. 한편 베네딕토 9세가 교황직을 팔고 로마를 떠날때, 교황자리를 노리는 또 다른 자가 있었다. 바로 사비나의 주교 요한으로, 1044년 로마귀족들이 베네딕토 9세를 로마에서 축출한 뒤 교황 실베스테르 3세로 옹립했던 인물이다. 그러나 1045년 추방되었던 베네딕토 9세가 군대를 이끌고 로마로 돌아오면서 실베스테르 3세는 내쫓기는 신세가 되고 말았다.
사비나로 물러나 있었던 실베스테르 3세는 자신만이 합법적으로 선출된 교황이라는 주장을 굽히지 않았다. 그러던중 베네딕토 9세의 사임 소식을 접하자 정치적 동맹을 통해 로마에 들어가 복위 궁리를 하며 기회를 엿보게 되었다. 그런데 로마의 상황은 훨씬 더 복잡하게 돌아가고 있었다. 결혼하기 위해 교황직을 중도 사임한 베네틱토 9세가 자신의 결정을 철회하고 로마로 돌아와서 다시 자신이 교황이 되어야 한다고 주장하였다. 또한 자신을 지지하는 귀족들을 등에 업고 일부지역에 대한 통치권을 행사하기도 했다.
설상가상으로 교회 재정은 바닥을 드러냈고, 적지 않은 성직자에게서 목자다운 능력이나 품성을 찾아볼 수 없는 절망적인 상황을 마주한 그레고리오 6세는 고뇌에 가득 찼다. 그렇지만 훗날 교황 그레고리오 7세가 되는 힐데브란트 신부의 도움을 받아 교회를 올바로 쇄신하기 위해 노력했다. 그는 서신과 교회회의라는 수단을 통해 교회의 질서를 바로잡으려 애썼으며, 정치 사회 면에서는 무력을 동원해서라도 질서를 안정시키려고 하였다. 그러나 그와 정치적 갈등을 빚고 있던 경쟁 파벌들의 세력은 너무나 막강해 쉽게 굴복되지 않았으며, 오히려 혼란만 가중되었다.
결국 성직자와 평신도들은 군사적인 힘을 가진 외부세력의 개입 외에는 당시 로마와 교회가 직면한 여러 난국을 타개할 수 없다는 결론에 이르렀다. 교회 개혁파 성직자로 구성된 대표단이 알프스 산맥을 넘어가 이탈리아 왕이자 독일왕인 하인리히 3세에게 도움을 요청하였다. 하인리히 3세는 이러한 요청을 받아들여 1046년 가을 군대를 이끌고 이탈리아로 향했다.
그레고리오 6세는 자신의 교황즉위 과정이 교회개혁을 위한 불가피한 선택이였기에 죄가 될수 없다고 확신하고 있었다. 그래서 하인리히 3세를 만나러 북쪽으로 향했다. 그는 하인리히 3세로부터 교황으로서 융숭한 대접을 받았고, 그의 요청에 따라 수트리에서 교회회의를 소집했다. 이때 실베스테르 3세 역시 교회회의에 참석했다. 1046년에 소집된 수트리 교회회의에서는 3명을 모두 폐위하기로 결정하였다. 실베스테르 3세는 처음부터 교황좌를 강탈한 자로 간주되어, 성직품 자체를 박탈당하고 여생을 수도원에 갇혀 지내게 되었다.
그레고리오 6세는 교황직을 매수했다는 비난을 받았고 그 자신도 그것을 순순히 인정했다. 그러나 당시 상황으로 볼 때, 그러한 행동이 성직매매에 해당되는지에 대해서는 반론을 제기했다. 하지만 교회회의의 주교들은 그레고리오 6세에게 그와 같은 행위는 사실상 성직매매라는 것을 이해시키며, 그에게 교황직 사임을 요구하였다. 그레고리오 6세는 자신에게 별다른 선택의 여지가 없음을 깨닫고, 교회회의의 요청에 따라 스스로 교황직을 내려놓았다.
그레고리오 6세의 뒤를 이어 교황으로 선출된 이는 독일인이며 밤베르크의 주교인 수이드거로였다. 하인리히 3세의 이번 방문을 수행하여 이탈리아로 왔으며 하인리히 3세의 추천을 수트리 교회회의에서 수용하여 교황으로 선출되었다. 그는 자신을 클레멘스 2세로 명명하였다. 클레멘스 2세는 교황으로 선출되자마자 하인리히 3세와 함께 로마로 갔다. 그리고 하인리히 3세를 신성 로마 제국의 황제로 봉하는 대관식을 집전하였다. 또한 1047년 로마에서 공의회를 소집하여 성직매매를 금지하는 법을 통과시켰다. 이를 시작으로 후임 교황들은 지속적으로 교회를 개혁해 나갔다. 클레멘스 2세는 1047년 10월 9일에 독일로 여행을 다녀온 뒤 갑자기 죽었다. 그의 죽음에 대해서는 베네딕토 9세를 지지하는 자들에 의해 독살당했다는 설이 있다.
그레고리오 6세는 1047년 5월 하인리히 3세를 따라 독일로 가서, 1048년 쾰른에서 선종한 것으로 전해진다. 선종할 때까지 그의 곁에는 힐데브란트가 함께 있었다. 이후 힐데브란트는 클뤼니에서 1년 정도를 지낸 다음 1049년 1월 교황 클레멘스 2세와 교황 다마소 2세의 뒤를 이어 교황이 되는 브루노(교황 레오 9세)와 함께 로마로 돌아갔다. 그리고 본인이 1073년 교황으로 선출되자, 자신의 새 이름으로 그레고리오 7세를 선택함으로써 그레고리오 6세가 합법적인 교황이었음을 공표하였다.